# 千年寺
千年寺（せんねんじ）は岡山県津山市にある黄檗宗の寺院。山号は長継山。
長継山千年寺は、黄檗宗に深く帰依した津山藩2代藩主・森長継が自身の生前墓を建立した寺。黄檗宗は徳川家康によって中国から招聘された隠元禅師によって開かれたが、特に長継はこの黄檗宗に深く帰依したといわれている。津山藩の領内下田邑に千年寺、西一宮に本光寺という２つの黄檗寺院が建立され、この千年寺には長継の逆修塔が置かれた。だが、元禄１０年に森家が改易となって津山を退去するのに伴い、津山における黄檗信仰は衰退したとみられる。
しかしながら長継の生家であり、後に備中新見藩主となった関家ではこの黄檗宗を宗旨とし、江戸に瑞聖寺、新見に西来寺を菩提所と定めている。

## 境内
現在の伽藍は礎石のみが残っており、鐘楼を除いて、本堂や庫裏などの建築物は残っていない。
津山藩主森家の祈願寺として、慶長12年（1607年）に現在の境内が整備された。
平成28年(2016年)現在、本光寺（津山市・黄檗宗）の管理下にある。
- 境内地と風致林、
- 長継逆修五輪墓と石柵
- 石窓和尚・関森和尚の碑、
- 仏殿（本堂）・寿光堂の礎石、
- 鐘楼跡、井戸、禁葷酒の石柱、
- 開山鐡堂和尚の墓
- 山門の礎石、石段、鐘楼（梵鐘はない）、井戸。

## 文化財
長継逆修五輪墓と石柵が津山市の指定文化財となっている。
このほか、歴代藩主の判物などの古文書類が津山郷土博物館に寄託されている。

## 歴史
- 1668年（寛文8年）
  - 1月津山藩2代藩主・森長継によって創建。　
  - 11月　長継、徳守神社と中山神社、千年寺に石燈篭両対を寄進。
- 1669年（寛文9年）2月美濃から鐡堂和尚を招請し開山とし、寺領200石が寄進される[1]
- 1688年（元禄元年）4代藩主・森長成、寺領200石を安堵する。[1]
- 1697年（元禄10年）森家改易。
- 1698年（元禄11年）
  - 徳川家康の次男結城秀康を祖とする越前松平家の松平長矩（のち宣富）が美作国の内10万石を領して入封。
  - 長継死去。
- 1789年（寛政元年）６月、本堂・御霊屋を除き山門、回廊、方丈庫裡、宝蔵庫に至るまで皆焼失。その後再建。
- 1802年（享和2年）２月、再び方丈庫裡を焼失。その後再建。
- 1848年（嘉永元年）夏、赤穂藩主・森越中守、三日月藩主・森佐渡守、新見藩主・関但馬守の３家よりの寄進で鐘楼（１間半×１間半）と梵鐘（径二尺六寸五分、長四尺五寸、重量八十貫、作者百済氏）を再建。[1][2]
- 1942年（昭和17年）、梵鐘は大東亜戦争の為に供出。
- 1951年（昭和26年）、最後まで残っていた本堂、御霊屋（寿光堂）を焼失。
- 1957年（昭和32年）頃、方丈庫裡を取壊す（長継公と娘千の位牌など本光寺へ移す）
- 1987年（昭和62年）夏、鐘楼を修復（屋根と瓦を新しくし同時に三基の墓碑の手入れをする）
- 1994年（平成6年）夏、鐘楼の庇（１間半×１間半）を改築。
- 2001年（平成13年）鐘楼の東と北を増築。

## アクセス
- 中国自動車道・院庄ICから車で15分。
- JR津山線・津山駅から車で5分。